# Bretolàs de Sant Andreu
Bretolàs o Ca Cerber Bretolàs és una figura de cultura popular del barri Sant Andreu de Palomar. Representa el gos Cèrber, l'animal mitològic de tres caps que vigila l'entrada de l'infern. Pertany a la Satànica de Sant Andreu, una colla que corre des del 1987 formada per diables, diablons, tabalers i bretolassos, que són els portadors de la bèstia foguera.
La figura és menada per dos portadors, que la mouen per espantar el públic i per jugar amb el foc que deixa anar des de tretze punts repartits per tot el cos.
La iniciativa de construir el Bretolàs fou de la Satànica, que volia una figura per a acompanyar i animar l'actuació dels diables. L'encarregaren a l'escultora Dolors Sans, de Vilafranca del Penedès, que el va enllestir els primers mesos del 2006. Es va estrenar el 10 de juny d'aquell any, a l'acte d'inauguració del Centre Municipal de Cultura Popular de Sant Andreu, i des d'aleshores no ha faltat mai als espectacles pirotècnics i correfocs de la colla, acompanyat de diables i tabalers.
El Bretolàs té una funció important en el calendari festiu de Sant Andreu de Palomar: participa en els actes de cultura popular de més anomenada que es fan durant la festa major, tant a l'Esclat Andreuenc com al correfoc, i també és amfitrió de la festa dels Tres Tombs Infernals, un correfoc ideat per la colla que, des del 1992, se celebra cada mes de gener, per la festivitat de Sant Antoni.
Quan no surt, el Bretolàs de Sant Andreu es pot visitar al Centre de Cultura Popular de Sant Andreu, on és exposat permanentment.